# 渭滨区
渭滨区是中国陕西省宝鸡市所辖的一个市辖区，因濒临渭水而得名，是宝鸡市的经济、文化中心。总面积842平方公里，人口44.5万。区人民政府駐桥南街道公园路212号。

## 行政区划
渭滨区下辖5个街道办事处、5个镇：
金陵街道、经二路街道、清姜街道、姜谭街道、桥南街道、马营镇、石鼓镇、神农镇、高家镇和八鱼镇。

## 人口
宝鸡市第七次全国人口普查公报显示：渭滨区常住人口为535833人，男性人口占比49.1%，女性人口占比50.9%，年龄结构中0-14岁占比15.42%，15-59岁占比65.17%，60岁以上占比19.41%，65岁以上占比13.68%。